# Жермонвил
Жермонвил (фр. Germonville) насеље је и општина у североисточној Француској у региону Лорена, у департману Мерт и Мозел која припада префектури Нанси.
По подацима из 2011. године у општини је живело 105 становника, а густина насељености је износила 20,15 становника/km². Општина се простире на површини од 5,21 km². Налази се на средњој надморској висини од 309 метара (максималној 382 m, а минималној 283 m).

## Демографија
| 1962. | 1968. | 1975. | 1982. | 1990. | 1999. | 2011. |
| ----- | ----- | ----- | ----- | ----- | ----- | ----- |
| 60    | 82    | 80    | 82    | 68    | 104   | 105   |

График промене броја становника у току последњих година